# Вот солдаты идут (песня)
«Вот солдаты идут» — популярная песня композитора Кирилла Молчанова на стихи Михаила Львовского. Слова песни были написаны Львовским в годы Великой Отечественной войны, в 1943 году, а музыка была создана Молчановым уже после войны, но не позднее 1947 года.

## История
Вот солдаты идут

По степи опалённой,

Тихо песню поют

Про берёзки да клёны,

Про задумчивый сад

И плакучую иву,

Про родные леса,

Про родные леса

Да широкую ниву.

Вот солдаты идут –

Звонко песня несётся,

И про грозный редут

В этой песне поётся,

Про отвагу в бою,

И про смерть ради жизни,

И про верность свою,

И про верность свою

Нашей славной Отчизне.
Вскоре после начала Великой Отечественной войны будущий поэт и драматург Михаил Львовский, учившийся в то время на третьем курсе Литературного института имени А. М. Горького, записался вместе с другими студентами добровольцем в действующую армию и ушёл на фронт. В 1942 году он командовал отделением в батальоне автоматчиков 89-й отдельной стрелковой бригады. Там же он познакомился и подружился с Николаем Александро́вичем, который до войны учился в ГИТИСе. Вместе они создали самодеятельный ансамбль «Весёлый десант», для которого Львовский сочинял новые слова на музыку известных песен. Как-то гитарист Карев наиграл мелодию песни, слов которой он не знал. Эта мелодия понравилась другим участникам ансамбля и они решили на её основе создать новую песню. Львовский написал для неё стихи — слова куплетов были именно те, что потом перешли в окончательный вариант песни, но был ещё и припев: «А маньчжурская степь / Их встречает бураном, / Но не кончен поход, / И солдаты вперёд / Всё идут на восход…».

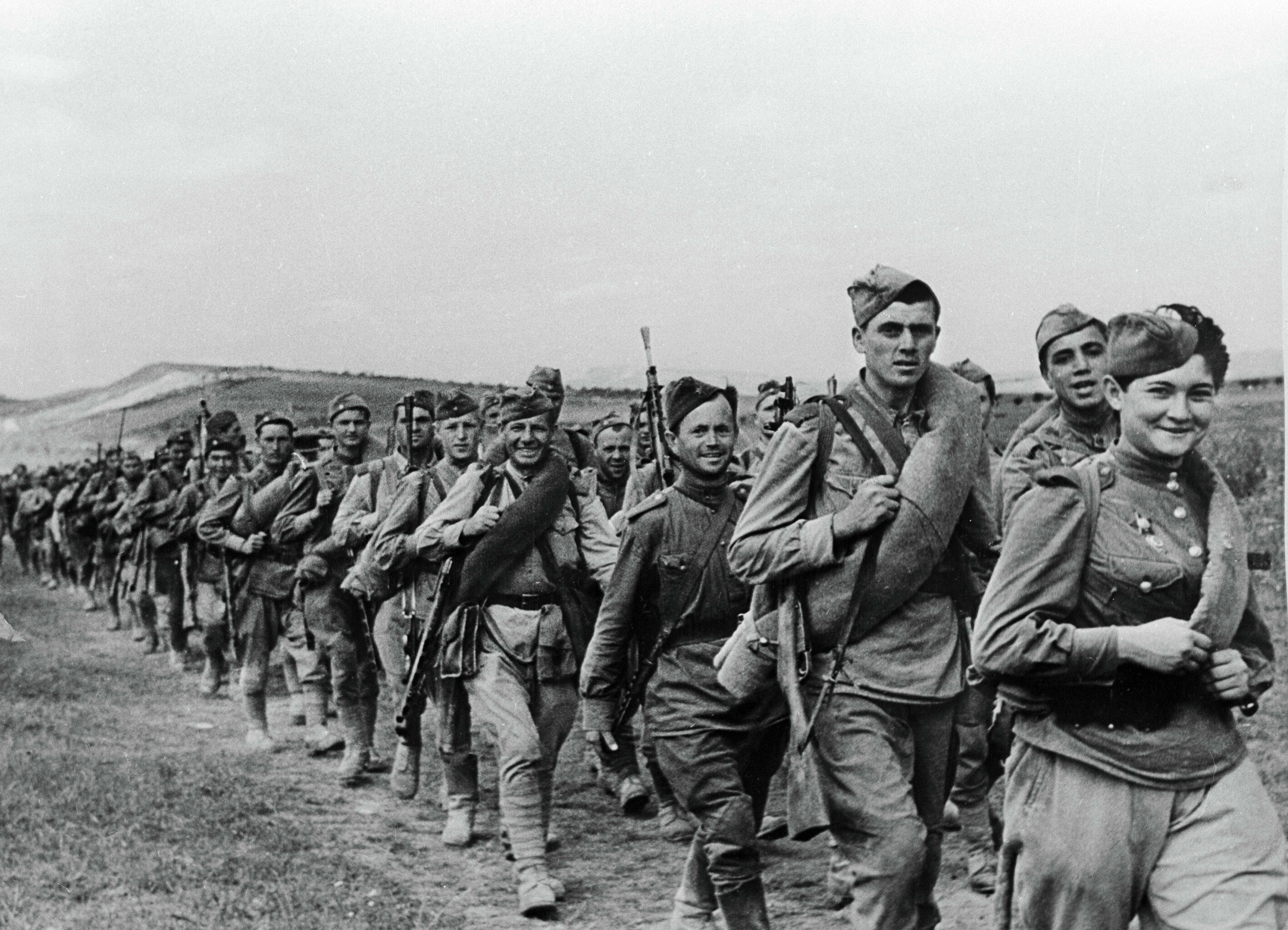
«Вот солдаты идут по степи опалённой…»

Начиная с 1943 года, ансамбль «Весёлый десант», солистами которого были Пётр Алексеев и Николай Александро́вич, многократно исполнял эту песню во время своих концертов, объявляя её как «старинную солдатскую песню». Это не вызывало вопросов — по-видимому, все полагали, что она была создана во времена Русско-японской войны. На следующий год Михаил Львовский был переведён в 39-ю кавалерийскую дивизию, где он работал литературным сотрудником дивизионной газеты «Красное знамя»; Николай Александро́вич тоже был переведён в другую часть. Впоследствии Львовский рассказывал: «О „старинной“ солдатской песне я не вспоминал до послевоенных времён, пока не услышал однажды по радио её слова, но совершенно с другой, не знакомой мне, удивительно красивой мелодией».
О том, как песня получила новую мелодию, стало известно от Николая Александро́вича, который после демобилизации продолжил свою учёбу в ГИТИСе, а потом работал режиссёром творческого объединения «Экран». Вернувшись после войны в Москву, Александро́вич познакомился с молодым композитором Кириллом Молчановым, приехавшим туда из Новосибирска. Узнав от Александро́вича, что тот во время войны исполнял самодеятельные песни, Молчанов попросил дать тексты некоторых из них, и больше всего ему понравилась именно «старинная солдатская». Записав её слова и отбросив припев, он «буквально через час проиграл и напел новую песню». После этого песня была исполнена перед общими друзьями, которым она очень понравилась. В заключение своего рассказа Николай Александро́вич говорил: «И я, безусловно, счастлив и рад, что оказался в какой-то степени причастен к рождению этой замечательной песни».
Песня была создана не позднее 1947 года (но не исключено, что в 1946 году), поскольку Молчанов зарегистрировал её во Всесоюзном управлении по охране авторских прав в ноябре 1947 года. В некоторых источниках первой исполнительницей песни называют Ружену Сикору. Первая пластинка с записью этой песни, которую исполнила певица Анна Харитонова в сопровождении эстрадного оркестра Ленинградского радио под управлением Николая Минха, появилась в 1948 году. По некоторым сведениям, на первой пластинке по ошибке автором музыки был назван Львовский, а автором слов — Александро́вич.
Музыковед и композитор Юрий Бирюков писал, что песня «Вот солдаты идут» больше всего нравилась ему в закадровом исполнении хора в сопровождении оркестра в документальном фильме режиссёра Романа Кармена «Великая Отечественная», выпущенном в 1965 году к 20-летию Победы. Бирюков так писал об этой песне: «Всякий раз, когда её слышу, почему-то не покидает ощущение, что сложена она была в военные годы. Разве строки и слова про опалённую степь и незнакомую сторону, которой идут солдаты, про то, что вернутся домой они лишь тогда, когда всех врагов разобьют, не свидетельствуют о том, что рождались они по горячим следам, а может, и в пекле событий, про которые в этой песне поётся?..».

## Исполнители
За свою историю, начиная с исполнений Ружены Сикоры и Анны Харитоновой, песня «Вот солдаты идут» входила в репертуар многих известных певцов и певиц, таких как Иван Шмелёв, Михаил Александрович, Алексей Покровский, Евгений Нестеренко, Елена Образцова, Иосиф Кобзон, Людмила Филатова, Лариса Курдюмова, Дмитрий Хворостовский и другие.